# ایگور سانتیاگو
ایگور سانتیاگو (به پرتغالی: Ygor Maciel Santiago) هافبک اهل برزیل است که در شهر Santana do Livramento و در تاریخ ۱ ژوئن ۱۹۸۴ به دنیا آمده‌است.
ایگور سانتیاگو در تیم‌های فوتبال واسکو دوگاما سابقهٔ حضور دارد.